# Olotepec
Olotepec är en ort i Mexiko.   Den ligger i kommunen Catemaco och delstaten Veracruz, i den sydöstra delen av landet, 400 km öster om huvudstaden Mexico City. Olotepec ligger 381 meter över havet och antalet invånare är 340.
Terrängen runt Olotepec är huvudsakligen kuperad, men åt sydost är den platt. Terrängen runt Olotepec sluttar söderut. Runt Olotepec är det ganska tätbefolkat, med 83 invånare per kvadratkilometer. Närmaste större samhälle är Catemaco, 2,2 km sydost om Olotepec. 